# Протомагистр
Протомагистр — высший византийский титул. Носителем титула являлся главный или первый магистр.

## История
Титул протомагистр носил магистр, являвшийся главным или первым среди магистров. В начале X века в Византии могло быть одновременно несколько магистров, однако их количество не должно быть более двенадцати.

## Известные протомагистры
- Мануил - византийский политик малоазиатского происхождения, дядя императрицы и регента (842-856) Феодоры (815-867), жены императора Феофила, матери императора Михаила III Пьяницы[3];
- Стилиан Заутца — византийский политик армянского происхождения. Приближенный императора Василия I. Опекун его детей: императоров Льва и Александра, а также патриарха Константинопольского Стефана. Отец императрицы Зои Заутцы.